# 摩訶衍
摩訶衍（まかえん、蔵：hwa shang ma hā ya na）は、8世紀の唐の仏教僧の名で、招聘されて禅宗を吐蕃（チベット）に伝えた。

## 概要
786年（貞元2年）、敦煌陥落の頃、吐蕃の王ティソン・デツェンは禅僧の摩訶衍（マハーヤーナ）を敦煌より連行して自国に布教させた。
吐蕃におけるインド仏教系の僧は、サムイェー寺において仏道を建立したシャーンタラクシタ（寂護、? - 787年）亡きあと、禅の教義に疑義を示して攻撃し、文書による論争を重ねて禁教にいたらせた。
摩訶衍は無念・無想・無作意による悟得の教義を説いて791年には皇后（没盧氏）を出家させた。さらに、禅の信徒の抵抗で794年禁教が解かれた。
王はインドからカマラシーラ（蓮華戒）を呼び、サムイェー寺のチャンチュプ院においてその面前で摩訶衍を論破させ、妙観察智を捨てた無念の禅を退けたので摩訶衍は敦煌に去り、インド仏教の正統性が認められ、主導権が確立されたと伝えられる（サムイェー寺の宗論、中国語: 拉薩法諍）。